# Breakthrough Starshot
Le projet Breakthrough Starshot, lancé début 2016, a pour objectif d'envoyer des milliers de sondes spatiales d'environ 1 gramme, équipées de voiles solaires, vers Alpha du Centaure, le système stellaire le plus proche du système solaire. Le faible poids de ces sondes, allié à la puissance du laser terrestre utilisé pour les propulser jusqu'à 100 gigawatts (ce qui équivaut au pic de consommation électrique enregistré en France le 8 février 2012 à 19 heures), permettrait à ces dernières d'atteindre 20 % de la vitesse de la lumière dans le vide et ainsi de pouvoir nous retourner des images des exoplanètes potentielles d'Alpha du Centaure, notamment de Proxima Centauri b, d'ici 40 à 50 ans.
Ce projet essaie ainsi de contourner la contrainte de temps imposée par les méthodes de propulsion conventionnelles (propulsion chimique ou nucléaire) qui limite l'exploration des étoiles voisines car la durée du voyage serait au minimum de plusieurs centaines d'années. Le projet fait partie du programme Breakthrough Initiatives qui comprend par ailleurs un programme baptisé Breakthrough  Listen de recherche d'émissions radio ou laser en provenance d'étoiles proches et qui seraient la manifestation de civilisations extraterrestres. Des études préliminaires de Breakthrough Starshot sont financées à hauteur de 100 millions de dollars américains par Iouri Milner, avec l'appui de plusieurs scientifiques de renom dont Stephen Hawking et Freeman Dyson. Il est dirigé par Pete Worden.

## Organisation
Le programme est piloté par Iouri Milner, Mark Zuckerberg et anciennement Stephen Hawking. Le comité de direction est constitué de vingt-quatre scientifiques de renom, sous la direction de Pete Worden, ancien directeur du centre de recherche Ames de la NASA.

## Caractéristiques techniques
Le projet comprend deux sous-ensembles : l'émetteur laser et les sondes spatiales miniaturisées.

### Les sondes spatiales miniaturisées
Les sondes spatiales ont une masse de l'ordre du gramme et sont équipées d'une voile solaire d'environ 4 m2 (2 m x 2 m) pesant également environ 1 gramme. Ces sondes spatiales seront très nombreuses (de l'ordre du millier, voire beaucoup plus). Toutes ces sondes spatiales seront dotées d'une part d'équipements identiques (communication via un laser intégré, stockage d'énergie, éventuellement le contrôle de la voile, etc.) et d'autre part d'équipements spécifiques (selon les sondes : appareil photographique, détecteur radio, analyseur de molécules, etc.) leur permettant de remplir une mission. Chaque sonde ne sera pas unique, ce qui rend la perte de quelques exemplaires défectueux non problématique.
Ces sondes seraient lâchées par milliers sur une orbite haute par un vaisseau mère. Elles seraient alors accélérées en une fois par le rayon laser.

### L'émetteur laser
L'émetteur laser a pour but d'éclairer la voile solaire et d'accélérer la sonde spatiale grâce à la pression de radiation. La puissance du laser sera de l'ordre de 100 GW. Le rayon laser sera en fait généré par combinaison de plusieurs lasers de puissance inférieure. L'impulsion laser durera 10 minutes environ, délivrant 1 TJ à la voile et permettant à la sonde spatiale d'atteindre, avec une accélération de plus de 10 000 g, sa vitesse de croisière (0,2 c).

## Difficultés techniques
Une trentaine de difficultés techniques ont été identifiées (ainsi que la manière de les résoudre) :
Manœuvrabilité de la sondeDes diodes laser serviront à corriger la direction de déplacement des sondes. 4 diodes de quelques watts serviront à diriger le vaisseau (dans la mesure du possible).
Appareil photo et focalisationLe détecteur photographique sera un ensemble de 4 détecteurs plénoptiques permettant de voir dans toutes les directions.
ProcesseursLa loi de Moore permet d'envisager des solutions au vu du doublement de la capacité de calcul tous les 18 mois, comparé à la masse des processeurs.
Batterie150 mg sont alloués à la fois à la source énergétique à radio-isotopes et au super-condensateur permettant de stocker cette énergie. De plus, la voile solaire permettrait de récupérer une faible partie des 6 mW/cm2 liés aux chocs sur la voile des particules interstellaires, soit environ 24 W pour la surface de la voile. L'utilisation d'une voile photovoltaïque similaire à celle de la mission IKAROS ou de panneaux solaires sur la sonde permettrait de récupérer suffisamment d'énergie lorsqu'on se rapprochera de l'étoile.
Source d'énergieLa source d'énergie sera probablement une source à radio-isotopes proche de celles que l'on produit actuellement. L'énergie sera de toute façon utilisée avec toute la parcimonie qu'une telle mission peut demander.
Résistance au flux lumineuxLa voile sera enrobée d'une composition hautement réflective (qui permettra par ailleurs d'augmenter la poussée) permettant de n'absorber qu'une faible partie des 6 GW/m2 prévus au niveau de la voile solaire (le coefficient de réduction prévu est d'environ 1 milliard, soit finalement 6 W absorbés). Le matériau utilisé devra posséder une très faible absorbance sur une bande spectrale tenant compte de l'effet Doppler.
Structure de la voile solaireCette structure doit être ultralégère, résistante aux particules interstellaires et potentiellement capable de modifier la voile pour diriger le vaisseau.
La stabilité de la sonde durant l'accélérationLes propriétés de la voile devront être parfaitement homogènes pour maîtriser la trajectoire de la sonde durant son accélération et rester dans le faisceau du laser. Des procédés existent, il reste à les appliquer à la voile solaire.
Coût de la station laser au solLes coûts des lasers baissent continuellement de manière exponentielle. Le coût de la station au sol devrait pouvoir rester dans des limites acceptables à moyen terme. La source laser devrait avoir une taille comprise entre 200 m2 et 1 km2.
FocalisationLe but est de focaliser le faisceau sur les 16 m2 de voile des micro-sondes, durant les 2 millions de km parcourus par la sonde durant son accélération. Actuellement il est possible de focaliser les rayons lasers sur un angle de l’ordre du nanoradian. Il semble possible de descendre sous l’échelle du nanoradian en utilisant des procédés d’interférométrie (actuellement fait avec l’Event Horizon Telescope pour des longueurs d’onde de l’ordre du millimètre). Le but est d’avoir un rayon laser de longueur d’onde micrométrique. Tous les émetteurs seront synchronisés en phase pour limiter la diffraction.
L’atmosphère terrestreL’atmosphère terrestre constitue une gêne pour les émetteurs laser à deux titres. Elle absorbe en partie l'énergie transmise, nécessitant une longueur d’onde optimisée et un surplus de puissance pour compenser ces pertes. La source laser envisagée serait de l’ordre du micro-ondes. Le second point est dû aux turbulences atmosphériques qui dégradent la précision du signal. Pour diminuer ces turbulences, le laser devra se trouver en altitude avec une optique adaptative.
Source d’énergieLe laser étant en altitude, il sera a priori situé dans un site isolé. Il faudra donc construire sur place une centrale électrique d’une puissance de l’ordre de la centaine de kilowatts, sûrement à gaz et la coupler à un système d’accumulateurs (batteries, super-condensateurs, volants mécaniques, etc.).
Refroidissement de l’émetteur laserLa taille au sol du système permettra un refroidissement actif, mais ce dernier consommera de l’énergie à prévoir pour le dimensionnement de la centrale électrique. De plus le laser ayant un rendement estimé à 50 %, il sera nécessaire d’évacuer une énergie de l’ordre de la centaine de GW sur dix minutes.
Sécurité dans le faisceauDes systèmes annexes (laser visible, signal sonore, etc.), en plus de l’altitude, permettront de limiter les violations de l’espace du faisceau lumineux (100 fois plus lumineux que notre soleil).
Réaction au milieu interstellaire et blindageLa poussière interstellaire et le rayonnement cosmique vont altérer l’intégrité de la voile solaire et du vaisseau. Replier la voile pourrait être une solution. La section du vaisseau dans le sens de son déplacement devra être la plus petite possible. Un bouclier sacrificiel de graphite (ou de bronze au béryllium) placé à l'avant de la sonde pourrait être utilisé pour la protéger.
Méconnaissance d’Alpha du CentaureLa méconnaissance du système stellaire d’arrivée fait partie de l’objet de la mission, qui notamment nous en apportera plus sur ce système.
Réception du signal depuis la TerreIl sera possible de reconfigurer l’émetteur laser en radiotélescope, afin d’isoler puis interpréter les signaux des micro-sondes. L'avantage d'avoir un émetteur laser est d'avoir des photons émis sur une fréquence pure. Il sera donc (en tenant compte du décalage vers le rouge) possible de filtrer le signal du halo extrêmement intense généré par le système binaire d'Alpha du centaure. Selon les calculs, 20 000 photons par seconde pourraient être reçus par le télescope servant de source laser sur le km² de surface, ce qui représente un rapport signal sur bruit de 10-7 (ce qui est potentiellement exploitable).

## Alternative
La vitesse des sondes du projet Breakthrough Starshot est trop élevée pour autoriser une mise en orbite dans le système de Proxima du Centaure. Une alternative proposée pour atteindre Proxima est de réduire la vitesse des sondes pour permettre un ralentissement suffisant par la pression de radiation et l'assistance gravitationnelle du système d'Alpha du Centaure pour une mise en orbite. La vitesse maximale d'un vaisseau de dix grammes avec une voile dont les propriétés sont similaires à celles du graphène pour une mise en orbite autour de Proxima du Centaure est de 0,046c, correspondant à un voyage plus long que celui prévu par Breakthrough Starshot, de 95 ans de la Terre à Alpha du Centaure, auxquels s'ajoutent le transit des sondes d'Alpha du Centaure AB vers Proxima du Centaure de plusieurs dizaines d'années et la modification de l'orbite initial des sondes (qui serait fortement elliptique). Cependant, une mise en orbite permettrait le retour d'échantillons sur Terre.